# Josef Abel
Josef Abel (Aschach an der Donau, 22. kolovoza 1768. – Beč, 4. listopada 1818.), austrijski slikar povijesnih tema.

## Životopis i djelo
Pohađao je studije umjetnosti u Beču, koje je tada vodio čuveni Friedrich Heinrich Füger, i ondje postao jedan od najboljih i najuspješnijih učenika. Abel razvija interes za antički svijet, vrlo popularan predmet interesa u umjetnosti 19. stoljeća u Njemačkoj i Francuskoj. Tijekom godina, 1801. – 1807., studirao je u Italiji, ali se kasnije vraća u Beč gdje 8. veljače 1815. postaje članom akademije i tamo ostaje do svoje smrti 1818. Oslikao je glavno platno starog Burgtheatera, pod vodstvom Fügera.
Među njegovim najpoznatijim slikama i grafikama spadaju i radovi na kojima su osobe poput pjesnika Klopstrocka, mitoloških ličnosti Oresta i Elektre, filozofa Sokrata i Teramena, ali je i radio slike poput portreta Franje Josipa I.